# Vassar Clements
Vassar Clements (Kinard, 25 aprile 1928 – Goodlettsville, 16 agosto 2005) è stato un musicista e violinista statunitense.

## Biografia
Vincitore del Premio Grammy, era specializzato in musica jazz, swing e bluegrass.
Viene considerato il padre dello stile musicale chiamato Hillbilly Jazz, uno stile basato sull'improvvisazione che miscela diverse tendenze musicali, dallo swing allo hot jazz e al bluegrass, seguendo il corso delle radici della musica country e delle altre musiche della tradizione popolare statunitense. Per questo motivo ha avuto come soprannomi, Isaac Stern of the Fiddle e The Miles Davis of Bluegrass e Superbow.
Cresciuto nella località di Kissimmee, in Florida, Clements ha conosciuto la notorietà collaborando con la Nitty Gritty Dirt Band nella registrazione dell'album discografico Will the Circle Be Unbroken.
È apparso poi nel film del 1975 di Robert Altman Nashville, in cui si esibiva nell'accompagnamento dell'attrice e cantante Karen Black.
Tra gli artisti con cui ha collaborato significativamente, oltre alla Nitty Gritty, vi sono Bill Monroe, John Hartford, Earl Scruggs, i Grateful Dead, Jimmy Buffett e David Grisman, che gli dedicò il pezzo strumentale Waiting on Vassar (in The David Grisman Rounder Record).